# Meizodon krameri
Meizodon krameri är en ormart som beskrevs av Schätti 1985. Meizodon krameri ingår i släktet Meizodon och familjen snokar. Inga underarter finns listade i Catalogue of Life.
Artens utbredningsområde är Kenya. Individer hittades vid Tanaflodens delta. Habitatet utgörs antagligen av landskap som liknar marskland. Andra släktmedlemmar föredrar däremot torra regioner. De vistas främst på marken och är dagaktiva. Honor lägger ägg.
I utbredningsområdet förekommer krig mellan regionens folkgrupper. Dessutom omvandlas ursprungliga landskap till odlingsmark. Hur ormens bestånd påverkas är inte känt. IUCN listar arten med kunskapsbrist (DD).